# James Tiptree, Jr.
James Tiptree, Jr. est l'un des noms de plume de l'autrice américaine de science-fiction féministe Alice Bradley Sheldon, née le 24 août 1915 à Chicago dans l'Illinois et morte le 19 mai 1987 à McLean en Virginie.
Alice Sheldon passe une grande partie de son enfance à voyager en Afrique et en Inde avec ses parents Mary Hastings Bradley et Herbert Edwin Bradley. Sa mère est une écrivaine reconnue, et a écrit un livre pour enfants à succès dont Alice est l'héroïne.
Alice Sheldon a utilisé le nom de James Tiptree, Jr. de 1967 à sa mort. Elle a également utilisé un autre pseudonyme : Raccoona Sheldon de 1974 à 1985.
Jusqu'en 1977 le fait que derrière le pseudonyme de James Tiptree, Jr. se cache une femme n'est pas connu du public. Tiptree est intronisé au Science Fiction Hall of Fame en 2012.
Son premier recueil de nouvelles Ten Thousand Light-Years from Home (en) est publié en 1973, et son premier roman Par-delà les murs du monde (en) est publié en 1978. Ses autres travaux parmi les plus connus incluent les nouvelles Vol 727 pour ailleurs publié en 1973, Une fille branchée publié en 1974 et Houston, Houston, me recevez-vous ? en 1976, le roman Brightness Falls from the Air en 1985 et Her Smoke Rose Up Forever (en).

## Biographie

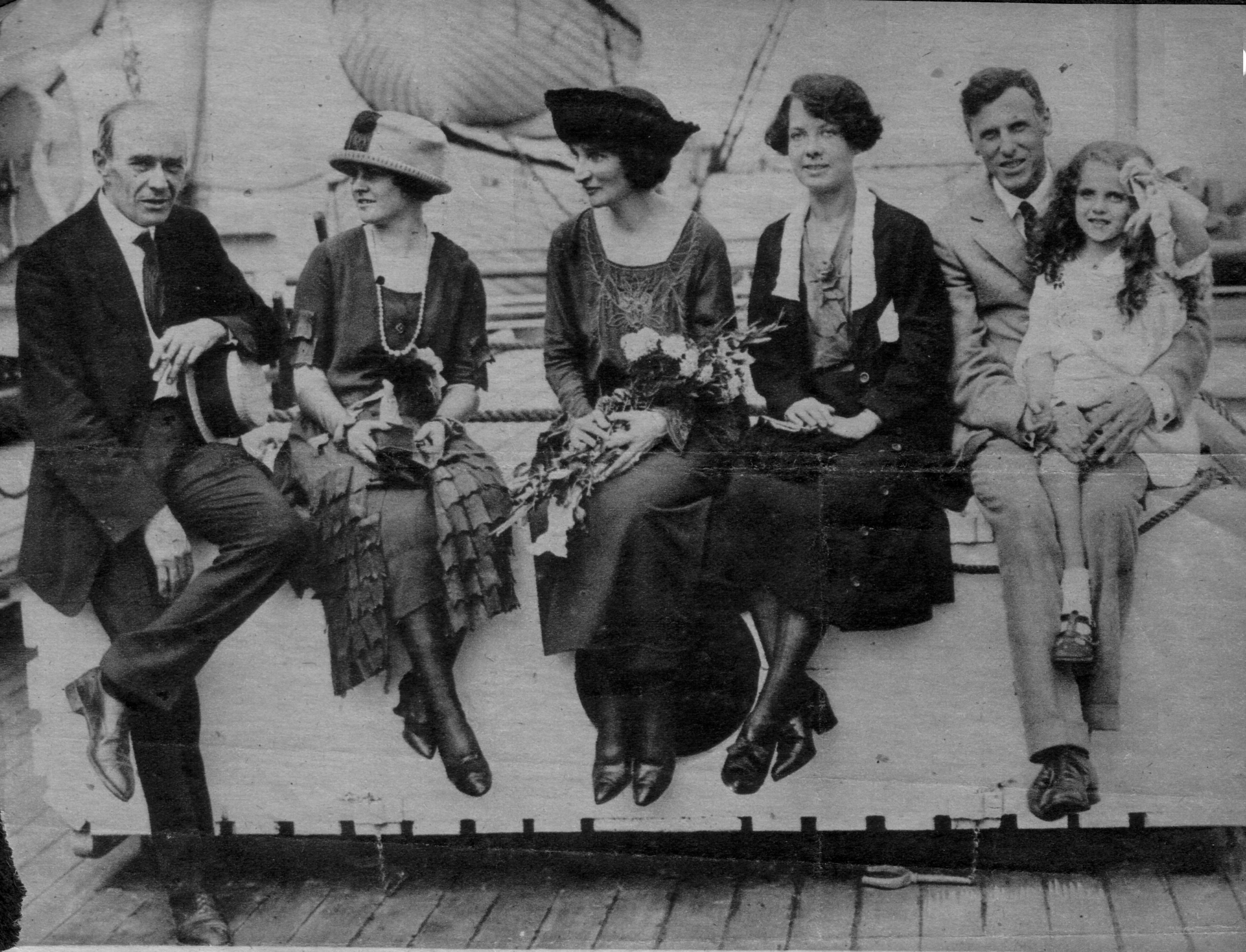
Alice Sheldon sur les genoux de son père à gauche, sa mère est au milieu, durant leur premier voyage en Afrique.

### Enfance
Alice Sheldon est née à  Chicago le 24 août 1915 dans une famille d'intellectuels de Hyde Park. Ses parents sont Mary Hastings Bradley, une géographe, voyageuse et écrivaine et Herbert Edwin Bradley (1871-1961) un avocat et naturaliste passionné par les voyages exotiques et originaire de l'Ontario. La famille est aisée. Marie Bradley écrit des livres de voyage, et également un roman historique visant à réhabiliter Anne Boleyn intitulé The favor of Kings et publié en 1912. Herbert Bradley soutient sa femme dans son entreprise d'écriture et les deux époux partagent le même goût pour l'exploration et les aventures,.
Ils s'installent à Chicago au 5344 Hydepark, dans une maison en brique de trois étages située entre l'université de Chicago et le lac. Le couple est extrêmement aisé, et dispose d'un chauffeur, d'un cuisinier, de gouvernantes. Il mène une vie sociale active et très en vue, les soirées mondaines qui se tiennent en leur demeure ainsi que leurs voyages sont couverts par la presse locale.
Mary Bradley est une socialite d'apparence joyeuse et enjouée, mais ses proches considèrent que sous cette carapace de frivolité elle ne laisse que très peu de personnes l'approcher réellement. Sa nièce Barbara Francisco estime qu'elle semble toujours performer un jeu de scène. Alice Sheldon, écrira plus tard que sa mondanité dissimulait une grande tristesse due à des deuils successifs. Mary Bradley fait une suite de fausses couches, due à l'incompatibilité fœto-maternelle du système Rhésus, inconnue à l'époque, avant d'avoir Alice. Celle-ci survit car son sang est rhésus négatif, comme celui de sa mère. Plus tard en 1919, sa mère accouche d'une petite fille prénommée Rosemary, qui ne survit qu'une journée. Dès lors Alice reste la seule enfant réceptacle de l'amour et des attentes de sa mère qui reste profondément marquée par cette perte. Alice passe les six premières années de sa vie pratiquement confinée dans la demeure de ses parents, avec ses gouvernantes et un lapin blanc comme animal de compagnie.

#### Voyages en Afrique

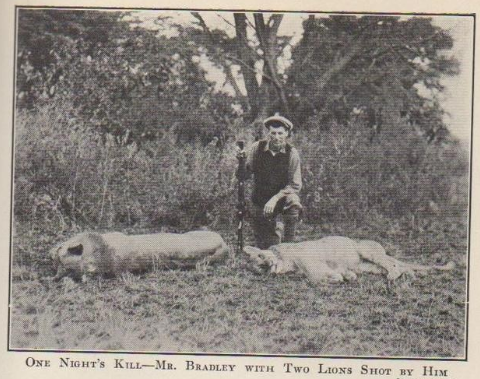
Herbert Hradley avec deux des lions qu'il a tués, image issue du livre de Mary Bradley, On the Gorilla Trail publié en 1922.

De 1921 à 1922 les Bradley entreprennent avec leur fille leur premier voyage en Afrique centrale. En 1910 Théodore Roosevelt avait publié son livre African Game, introduisant la notion de « safari » en Amérique. Le livre Tarzan de Edgar Rice Burroughs est publié en 1912.
Durant ces voyages, elle joue le rôle de la « fille parfaite, heureuse d'être trimballée en Afrique, comme un bagage, toujours parfaitement habillée et bien élevée, un crédit à la réputation de sa mère.». Cette aventure lui inspire plus tard une nouvelle intitulée Vol 747 pour ailleurs. Alice est très proche de sa mère Mary, qui se montre d'une grande possessivité, mais elle lui reproche parfois une attitude qui consiste à lui rappeler sans cesse la possibilité de la mort. Durant les voyages en Afrique Alice est confrontée à des scènes qui la rendent anxieuse, comme lorsqu'elle voit deux hommes torturés et pendus vraisemblablement pour sorcellerie, ou lorsqu'elle prend conscience de l'existence du cannibalisme chez les pygmées. Ce qui lui est présenté par sa mère comme une particularité culturelle l'effraie, et elle ne comprend guère qu'à Chicago il soit éthiquement interdit d'insulter ou de parler agressivement à une personne selon les valeurs de sa famille, alors qu'en Afrique la cannibalisme est une donnée acceptée par ses parents. Elle souhaite être autorisée à porter un fusil pour pouvoir se protéger, ce que son père refuse tout net, Alice ressentant fortement que cela ne cadre pas avec son statut de petite fille de neuf ans et en éprouvant une grande déception.

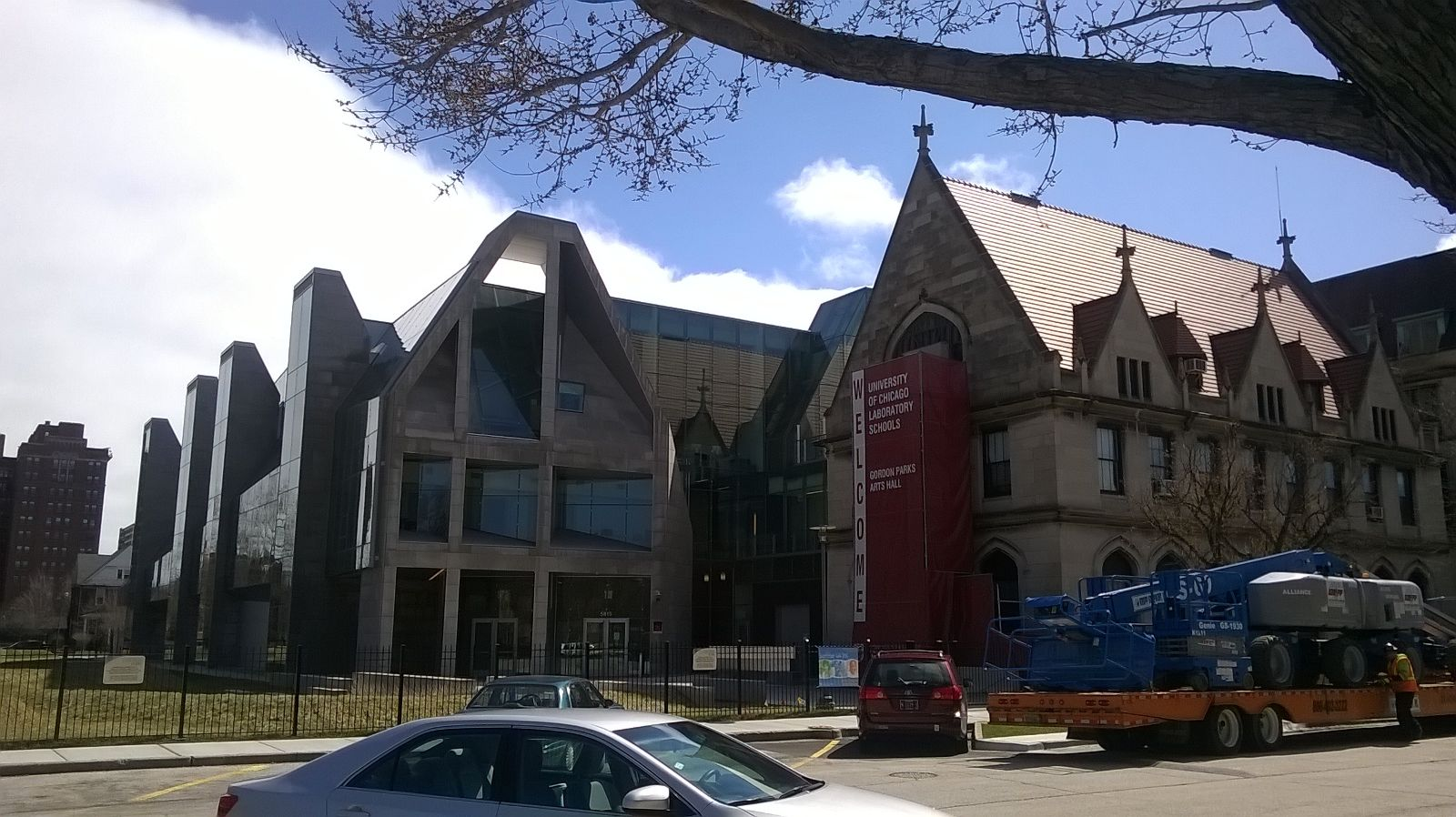
Sheldon est scolarisée à l'University of Chicago Laboratory Schools

Entre les voyages de ses parents en Afrique, Alice Sheldon est scolarisée à Chicago. À 10 ans elle intègre le programme expérimental University of Chicago Laboratory Schools, proposant un enseignement par atelier et une structure très souple. À 14 ans elle est envoyée à Lausanne dans une finishing school, pensionnat privé pour jeunes filles, puis repart aux États-Unis dans un pensionnat à Tarrytown (New York).

## Débuts professionnels 1934–1967

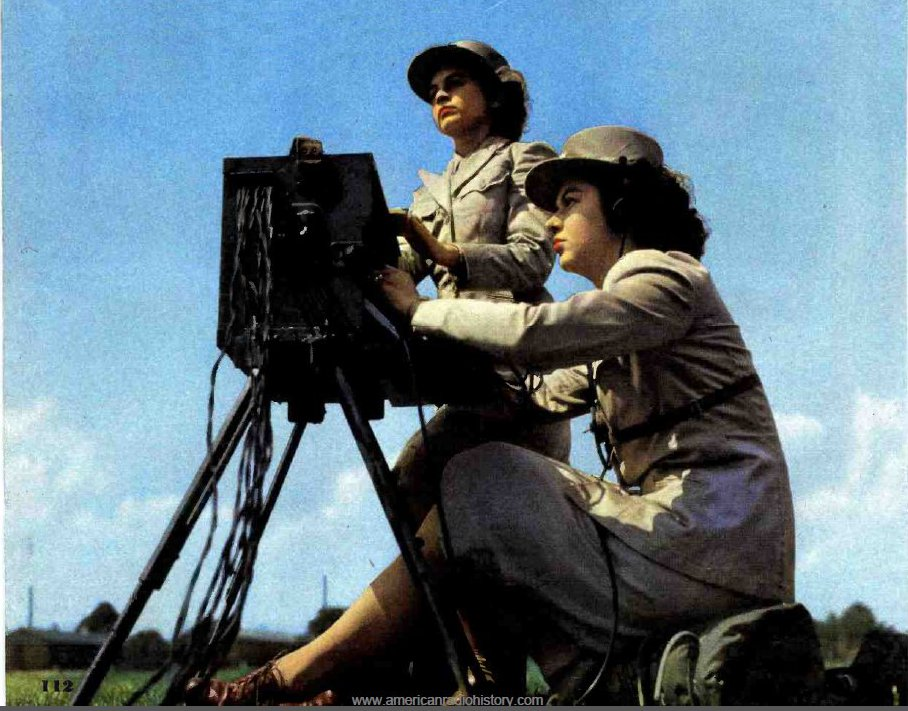
Opérarices de télécommunications sur le terrain de la Women's Army Corps en 1944.

Alice Bradley est encouragée dans ses études et sa poursuite d'une carrière par sa mère, mais cette dernière souhaite aussi voir sa fille se marier et se stabiliser. En 1934, alors qu'elle a 19 ans, elle rencontre William (Bill) Davey et les deux jeunes gens se marient en secret sans tenir leurs parents au courant,. Elle quitte alors le Sarah Lawrence College, qui n'accepte pas les étudiantes mariées. Le couple déménage à Berkeley, en Californie, où ils suivent des cours, Bill encourageant Alice à poursuivre une carrière d'artiste. Leur mariage n'est pas heureux : Bill est alcoolique et dépensier, et Alice n'aime pas tenir sa maison. Ils divorcent en 1940.
Elle devient artiste graphique, et peintre sous le nom de « Alice Bradley Davey ». Elle est également critique d'art pour le  Chicago Sun entre 1941 et 1942.
Après son divorce, elle s'engage dans la Women's Army Corps, la branche féminine de l'armée américaine pendant la Seconde Guerre mondiale, où elle devient officière d'approvisionnement. En 1942, elle s'engage dans l'armée de l'air américaine et travaille dans le groupe de photo-intelligence. Elle est ensuite promue major, un grade élevé pour les femmes à l'époque. Dans l'armée, elle a l'impression d'être parmi des femmes libres pour la première fois. En tant qu'officière de renseignement, elle devient experte dans la lecture des photographies aériennes de renseignement.
En 1945, à la fin de la guerre, alors qu'elle est en mission à Paris, elle épouse son second mari, Huntington D. Sheldon, dit « Ting ». Elle est libérée de l'armée en 1946, date à laquelle elle crée une entreprise en partenariat avec son mari. La même année, sa première nouvelle (The Lucky Ones) est publiée dans l'édition du 16 novembre 1946 du New Yorker, et est attribuée à « Alice Bradley » dans le magazine. En 1952, elle et son mari sont invités à rejoindre la CIA, ce qu'elle accepte. À la CIA, elle travaille comme agent de renseignement, mais elle n'aime pas ce travail. Elle démissionne de son poste en 1955 et retourne à l'université.
Elle s'inscrit pour sa licence en arts à l'American University entre 1957 et 1959. Elle obtient un doctorat en psychologie expérimentale à l'université George Washington en 1967. Sa thèse de doctorat porte sur les réactions des animaux à des stimuli nouveaux dans des environnements différents. Pendant cette période, elle écrit et soumet quelques histoires de science-fiction sous le nom de James Tiptree, Jr., afin de protéger sa réputation universitaire.

### Carrière artistique
Alice Bradley a commencé à dessiner à l'âge de neuf ans, en contribuant au livre de sa mère, Alice in Elephantland, un livre pour enfants sur le deuxième voyage de la famille en Afrique. Plus tard, ses parents organisent une exposition de ses dessins d'Afrique à la Chicago Gallery. Bien qu'elle ait illustré plusieurs des livres de sa mère, elle n'a vendu qu'une seule illustration de son vivant, en 1931, au New Yorker, avec l'aide de Harold Ober (en), un agent new-yorkais qui travaillait avec sa mère. L'illustration, représentant un cheval qui se cabre et se débarrasse de son cavalier, s'est vendue à dix dollars.
En 1936, Bradley participe à une exposition collective à l'Art Institute of Chicago, auquel elle est liée par sa famille, et qui présente de nouvelles œuvres américaines. C'est une étape importante pour sa carrière de peintre. À cette époque, elle prend  des cours particuliers de peinture avec John French Sloan. Sheldon n'appréciait pas la pruderie en peinture. En examinant un livre d'anatomie pour un cours d'art, elle remarque que les parties génitales sont floues, et elle restaure les parties génitales des personnages avec un crayon.
En 1939, son autoportrait nu intitulé Portrait à la campagne est accepté pour l'exposition biennale All-American à la Corcoran Gallery de Washington D.C., où il est exposé pendant six semaines. Bien que ces deux expositions soient considérées comme de grandes percées, elle dénigre ces réalisations, décrétant que « seuls les peintres de second ordre vendent » et qu'elle préfère garder ses œuvres chez elle.
En 1940, Bradley pense maîtriser toutes les techniques dont elle a besoin et est prête à choisir ses sujets. Elle commence cependant à se demander si elle doit peindre. Elle continue à travailler sur ses techniques de peinture, fascinée par les questions de forme, et lit des livres sur l'esthétique afin de savoir ce qui, scientifiquement, fait qu'une peinture est « bonne ». Elle  cesse de peindre en 1941. Comme elle a besoin d'un moyen de subvenir à ses besoins, ses parents l'aident à trouver un emploi de critique d'art pour le Chicago Sun.

### Carrière d'écrivaine de science-fiction 1967-1987
Bradley découvre la science-fiction en 1924, lorsqu'elle lit son premier numéro de Weird Tales, mais elle n'en n'écrit elle-même que bien des années plus tard. Ne sachant que faire de ses nouveaux diplômes et de sa carrières, elle se met à écrire de la science-fiction. Elle adopte le pseudonyme de James Tiptree, Jr. en 1967. Le nom « Tiptree » est tiré du nom d'un pot de marmelade de marque qu'elle aperçoit au supermarché, et le « Jr. » est une idée de son mari. Dans une interview, elle indique : « Un nom masculin semblait être un bon camouflage. J'avais l'impression qu'un homme passerait inaperçu. J'ai eu trop d'expériences dans ma vie où j'ai été la première femme dans une profession maudite »,. Elle fait également fait le choix de commencer à écrire de la science-fiction à laquelle elle s'intéressait elle-même et a été « surprise de constater que ses histoires étaient immédiatement acceptées pour publication et devenaient rapidement populaires ».
Sa première nouvelle publiée est Birth of a Salesman. publié dans l'édition de mars 1968 de Analog Science Fiction and Fact, édité par John W. Campbell. Elle en publie trois autres la même année dans les magazines If et Fantastic. Elle utilise plusieurs noms de plume : Alice Hastings Bradley, Major Alice Davey, Alli B. Sheldon, Dr. Alice B. Sheldon, et  Raccoona Sheldon.
Sous le pseudonyme Raccoona, elle ne rencontre le succès que lorsque son alterego James Tiptree, Jr. écrit aux éditeurs pour la recommander.

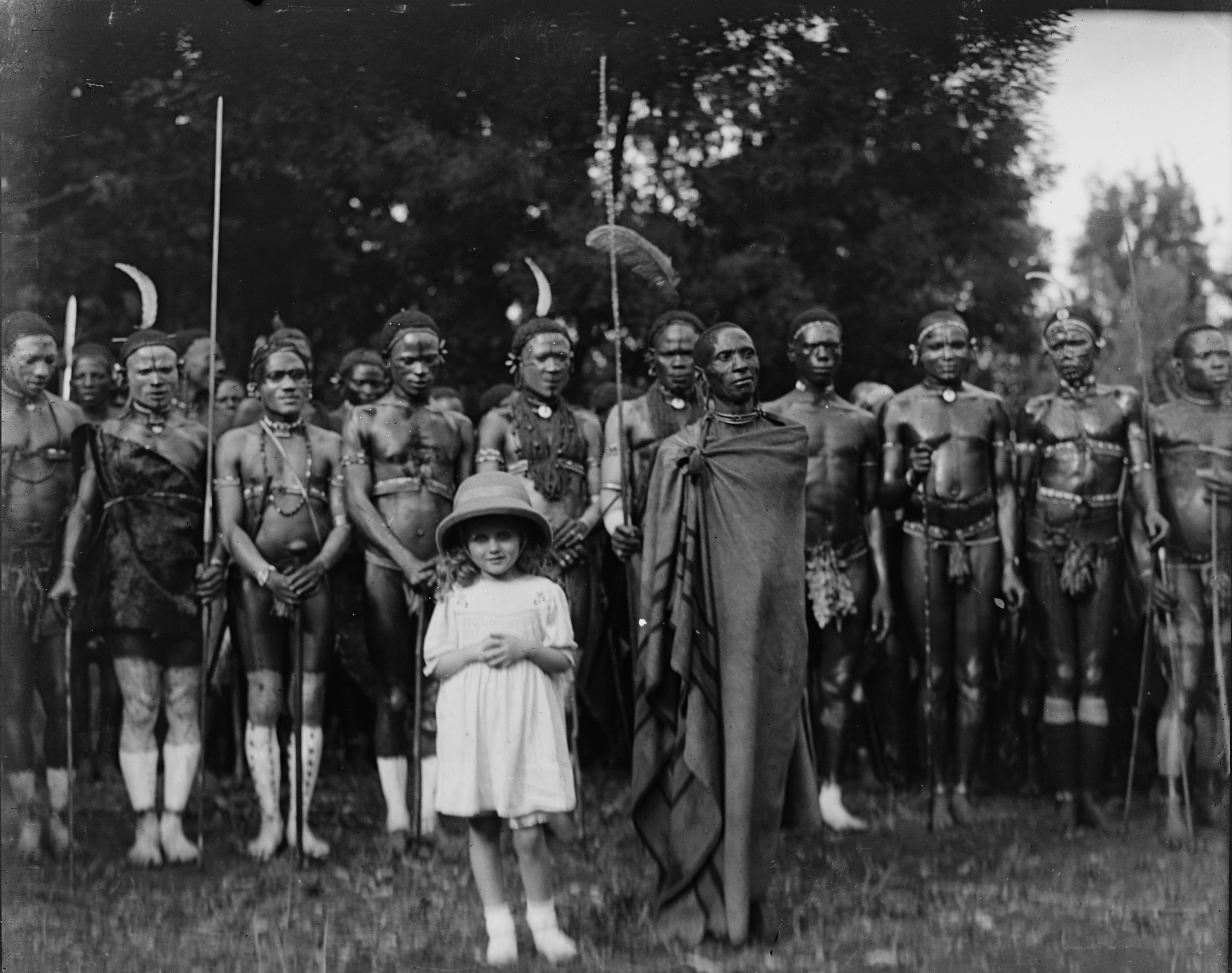
Alice Sheldon aka James Tiptree, Jr. avec les Kikuyus lors d'un voyage en Afrique avec ses parents.

Elle publie son premier recueil de nouvelles Ten Thousand Light-Years from Home (en) en 1973, et son premier roman Par-delà les murs du monde (en) est publié en 1978. Ses autres travaux parmi les plus connus incluent les nouvelles Vol 727 pour ailleurs publié en 1973, Une fille branchée publié en 1974 et Houston, Houston, me recevez-vous ? en 1976, le roman Brightness Falls from the Air en 1985 et Her Smoke Rose Up Forever (en).
Par-delà les murs du monde trace l'histoire d'un monde, Tyree où les animaux et êtres humains communiquent grâce à leurs pouvoirs psychiques. Les femmes sont chargées de l'exploration tandis qu'aux hommes incombe le rôle de porter et élever les enfants.
Elle a remporté les prix Hugo, Nebula et Jupiter (en) pour ses nouvelles. Le prix James Tiptree, Jr., décerné annuellement en sa mémoire, récompense des œuvres de science-fiction qui explorent et élargissent les rôles de genre.
Elle écrit à Joanna Russ qu'elle aime certains hommes, mais que ce sont surtout les femmes qui allumaient sa passion. Jusqu'à l'âge de trente ans, elle développe périodiquement des passions romantiques envers des femmes, mais ne passe jamais aux actes, ne sachant pas comment s'y prendre. Elle écrit à la fin de sa vie que les deux ou trois grands amours de sa vie furent des femmes.
Dans ses mémoires jamais terminées, écrites à la main en tant que James Tiptree, Jr. et intitulées Tiptree's dead birds, elle indique avoir développé  une attirance pour une jeune fille, Adèle, mais cette dernière meurt d'une septicémie à la suite d'un avortement sans qu'Alice ait pu même lui avouer ses sentiments.
Alice Sheldon est diagnostiquée dans la soixantaine comme étant atteinte de cyclothymie, une maladie mentale dans laquelle alternent les périodes euphoriques et les périodes dépressives et d'irritabilité.

## Hommage et postérité
Kameron Hurley évoque l'influence de James Tiptree Jr. dans le domaine de la science-fiction féministe dans Geek Feminist Revolution. James Tiptree, Jr. est citée dans la liste H de Donna Harraway publiée dans le Manifeste cyborg parmi les ouvrages de science-fiction à lire pour créer un univers meilleur fondé sur une utopie féministe,,.
En 2021 sa nouvelle Votre monde haploïde nouvelle traduite de l'anglais par Paul Hébert, initialement parue dans Analog Science Fiction and Fact, en septembre 1969 est adaptée au théâtre en allemand par Martin Heindel sous le titre Dein haploides Herz - Heikle Alienforschung.

## Œuvres

### Romans
- Par-delà les murs du monde (en), Denoël, coll. « Présence du futur » no 283, 1979 ((en) Up the Walls of the World[20], 1978)Réédition, Gallimard, coll. « Folio SF » no 354, 2009
- Brightness Falls from the Air (1985)

### Nouvelles
- Ligne de fuite (The Last Flight of Dr Ain), 1969)
- Votre amour haploïde, 1976 ((en) Your Haploid Heart, 1969)
- Neiges d’antan, 1972 ((en) The Snows Are Melted, The Snows Are Gone, 1969)
- En épargnant la douleur, 1972 ((en) Painwise, 1971)Titrée également Les Voies de la douleur
- Je me suis éveillé sur le flanc froid de la colline (en) ((en) And I Awoke and Found Me Here on the Cold Hill's Side, 1972)
- Une fille branchée ((en) The Girl Who Was Plugged In, 1973)
- Vol 727 pour ailleurs ((en) The Women Men Don't See, 1973)
- Le plan est l'amour, le plan est la mort ((en) Love Is the Plan the Plan Is Death, 1973)
- (en) Her Smoke Rose Up Forever, 1974
- Un éphémère goût d'être (en) ((en) A Momentary Taste of Being, 1975)
- Houston, Houston, me recevez-vous ? ((en) Houston, Houston, Do You Read?, 1976)
- Comme des mouches ((en) The Screwfly Solution, 1977)
- (en) With Delicate Mad Hands, 1981

### Recueils de nouvelles
- Ten Thousand Light-Years from Home (en) (1973)
- Warm Worlds and Otherwise (1975)
- Star Songs of an Old Primate (1978)
- Out of the Everywhere and Other Extraordinary Visions (1981)
- Byte Beautiful: Eight Science Fiction Stories (1985)
- The Starry Rift (Tiptree)|The Starry Rift (1986) (histoires liées)
- Tales of the Quintana Roo (1986) (histoires liées)
- Le Livre d'or de la science-fiction : James Tiptree, Presses Pocket, coll. « Le Livre d'or de la science-fiction » no 5243, 1986Textes réunis par Pierre K. Rey
- Crown of Stars (1988)
- Her Smoke Rose Up Forever (en) (recueil omnibus) (1990)

## Adaptations
- Welcome to Paradox (Saison 1 - Épisode 05 : The Girl Who Plugged In) , Jorge Montesi, 1998.
- Les Maîtres de l'horreur (Saison 2, épisode 07 : La Guerre des sexes) , Joe Dante, 2006[31].

## Principales récompenses
- Prix Hugo
  - Meilleur roman court 1974 pour Une fille branchée (The Girl Who Was Plugged In)
  - Meilleur roman court 1977 pour Houston, Houston, me recevez-vous ? (Houston, Houston, Do You Read?)
- Prix Nebula
  - Meilleure nouvelle courte 1973 pour Le plan est l'amour, le plan est la mort (Love Is the Plan the Plan Is Death)
  - Meilleur roman court 1976 pour Houston, Houston, me recevez-vous ? (Houston, Houston, Do You Read?)
  - Meilleure nouvelle longue 1977 pour Comme des mouches (James Tiptree, Jr) (The Screwfly Solution), publiée sous le pseudonyme de Raccoona Sheldon
- Prix World Fantasy du meilleur recueil de nouvelles 1987 pour Tales of the Quintana Roo
- Prix Locus
  - Meilleure nouvelle courte 1984 pour Beyond the Dead Reef
  - Meilleur roman court 1986 pour La Seule Chose à faire (The Only Neat Thing to Do)
- Prix Science Fiction Chronicle du meilleur roman court 1986 pour La Seule Chose à faire (The Only Neat Thing to Do)
- Prix Jupiter (en) du meilleur roman court 1977 pour Houston, Houston, me recevez-vous ? (Houston, Houston, Do You Read?)
- Prix Solstice 2011